# Regisole

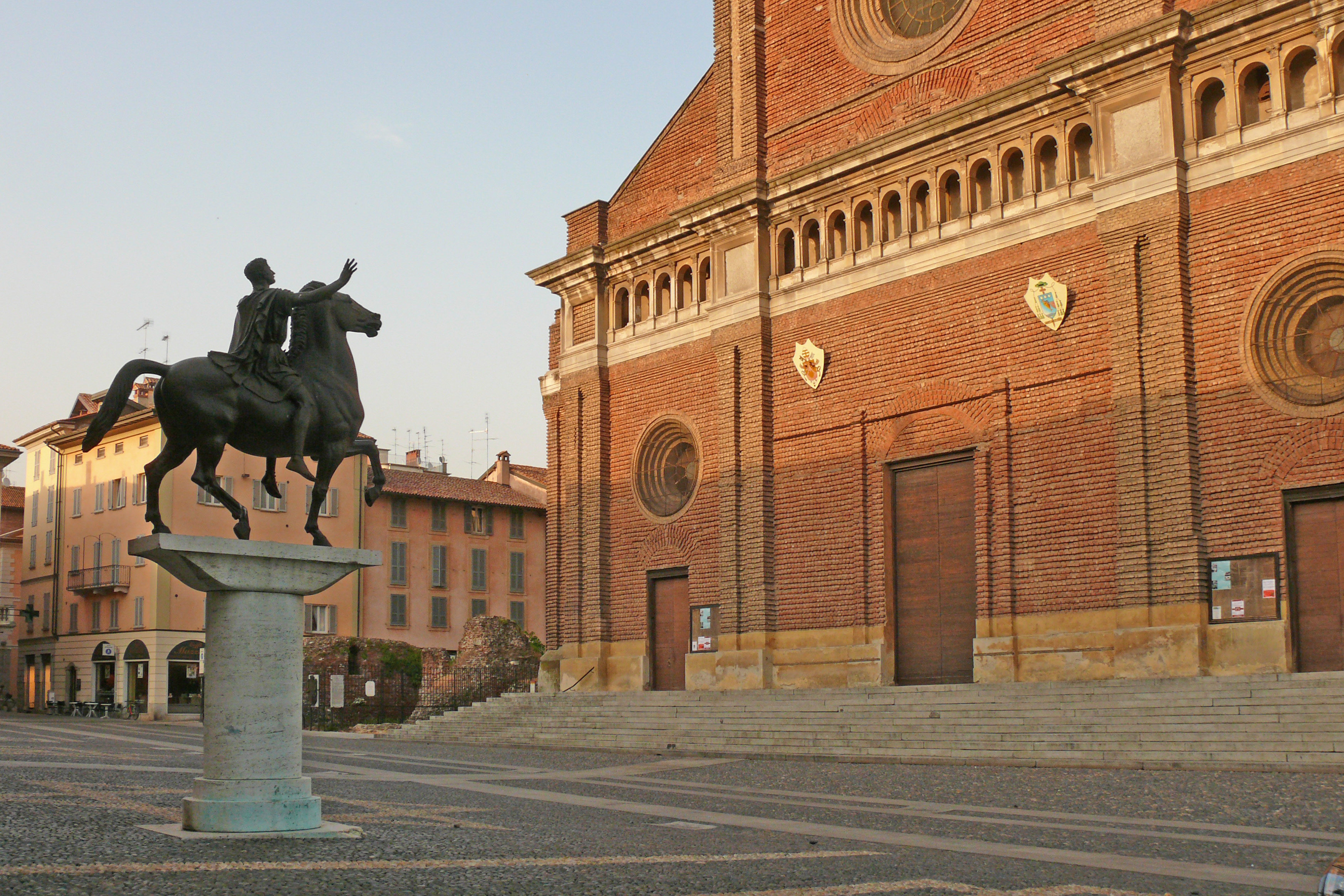
L'attuale statua del Regisole davanti al Duomo di Pavia

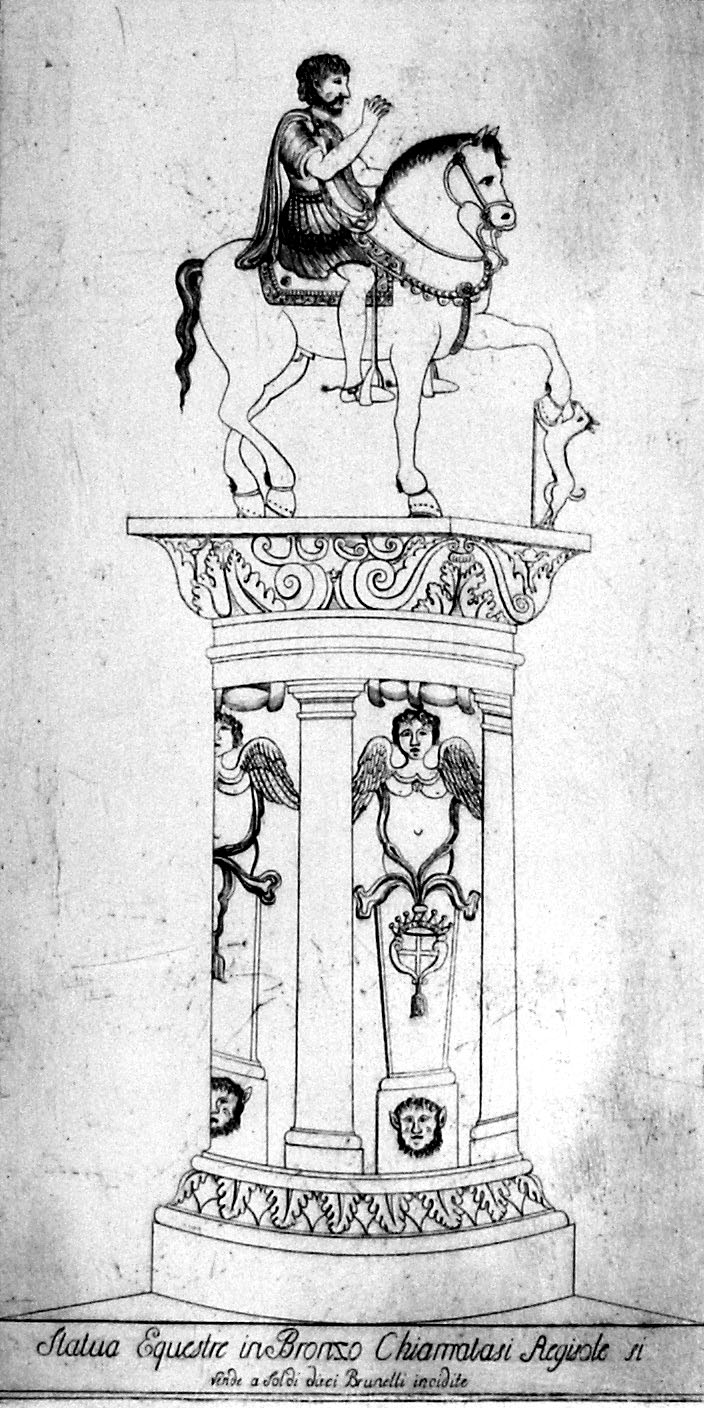
Riproduzione del Regisole (V. Brunelli, 1817)

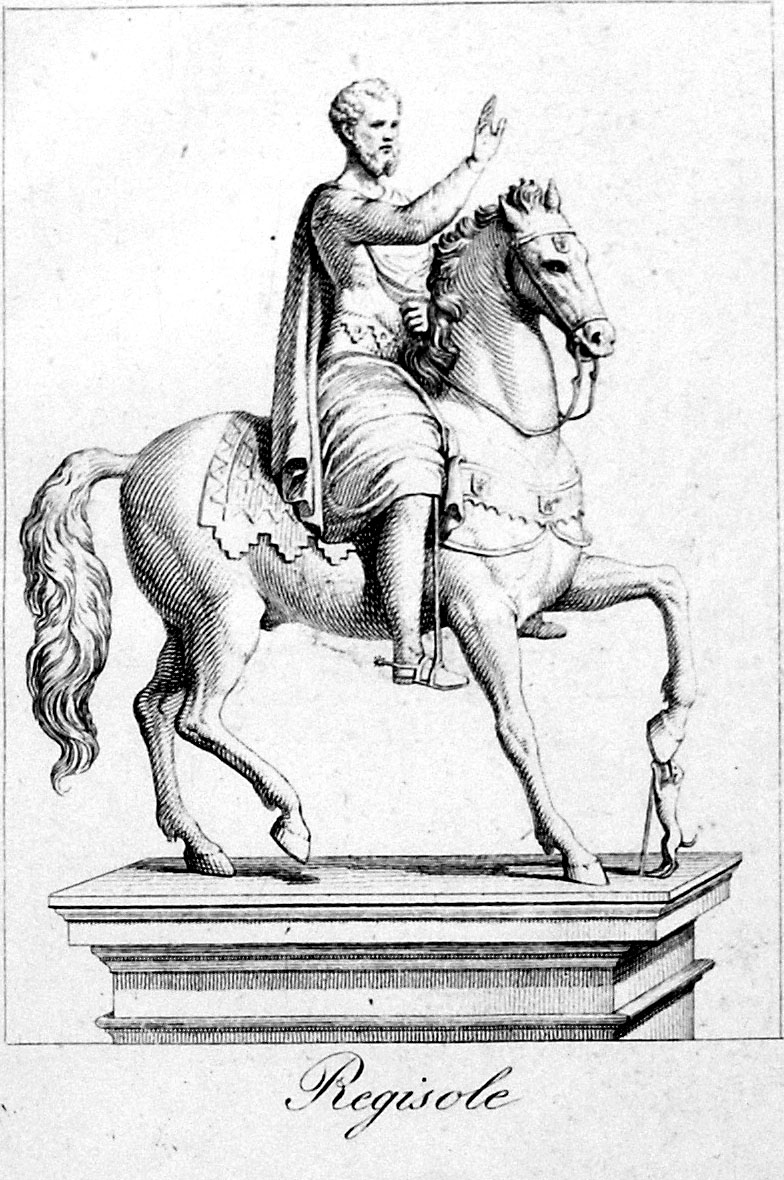
Riproduzione del Regisole (C. Ferreri, 1832)

Il Regisole era una statua equestre bronzea tardoantica, già conservata a Pavia.

## Storia e descrizione
L'origine della statua non è chiara: se alcuni ipotizzano che si trattasse del monumento al re ostrogoto Teodorico il Grande, fuso all'inizio del VI secolo, secondo altre fonti portato ad Aquisgrana da Carlo Magno e posto vicino alla cappella palatina (atto criticato da Valafrido Strabone nel suo De imagine Tetrici, essendo Teodorico ariano). Secondo il cronista Riccobaldo da Ferrara (1246-1320), la statua si trovava originariamente a Ravenna e fu portata a Pavia da Carlo Magno, con l'intenzione di trasportarla ad Aquisgrana, ma una volta giunta a Pavia, il trasferimento non venne attuato e il Regisole rimase nella città lombarda. Secondo altre ipotesi, il gruppo equestre giunse a Pavia come bottino di guerra nel 740, quando Liutprando prese Ravenna, o nel 751, anno in cui la città fu conquistata da Astolfo. Altri credono che l'opera, documentata dal X secolo, fosse originariamente posta nel Palazzo Reale e trasportata nella nuova sede in seguito a un'insurrezione popolare del 1024, quando l'edificio venne distrutto, ipotesi avvalorata dalla testimonianza del geografo arabo Ibrāhīm al-Turtuši, che viaggiò nell’Europa centro-occidentale tra il 960 e il 965 e visitò anche Pavia, il quale afferma di aver visto una grande statua equestre in bronzo posta presso una delle porte del Palazzo Reale. Collocata quindi davanti alla cattedrale dopo il 1024, fu da allora uno dei simboli della città, raffigurato sul sigillo d'argento del Comune. 
Doveva trattarsi comunque di un'opera tardoantica o dell'unico esempio di bronzistica monumentale del medioevo italiano, fuso con la tecnica della cera persa prima che andasse obliata, almeno in Europa occidentale.
Il nome derivò forse da "Rege[m] Solis", poiché ricoperto anticamente di dorature che riflettevano i raggi solari, oppure dalla posizione del braccio alzato che sembrava "reggere" il sole, o ancora dalla parola "regisolio", cioè trono regale. Secondo il cronista Benzo d'Alessandria, durante una guerra tra pavesi e ravennati, i primi avrebbero preso a Ravenna il Regisole e l'avrebbero portato a Pavia, mentre i ravennati, per vendetta, avrebbero strappato alcune lamine di bronzo dorato da una porta urbica di Pavia e, sempre tramite il Po, le avrebbero trasportate nella loro città. Il racconto di Benzo non ha trovato riscontri storici e va considerato leggendario, tuttavia ancora nel Quattrocento veniva dato un certo credito alla sua ricostruzione, tanto che nel 1435 il condottiero visconteo Niccolò Piccinino, dopo la conquista di Ravenna, inviò, tramite imbarcazioni, a Pavia due porte bronzee di età tardo romana (ora conservate nei Musei Civici) che secondo la tradizione erano state predate dai ravennati durante il leggendario assedio di Pavia.
Nel 1315, dopo la presa della città, i Visconti portarono la statua a Milano, ma la restituirono ai pavesi nel 1335. Dopo che Galeazzo II trasferì la sua residenza da Milano a Pavia, molti ospiti illustri della corte dei Visconti ne rimasero colpiti: Francesco Petrarca ne parlò in una lettera al Boccaccio, e, più tardi, Leonardo da Vinci la ammirò nel 1490, mentre visitava la città con Francesco di Giorgio Martini.
Fu uno dei modelli a cui attinsero gli scultori del Rinascimento per far rinascere l'arte del monumento equestre. La statua aveva una mano sollevata come il Marc'Aurelio, e il cavallo teneva una zampa sollevata per evidenziare il dinamismo. Per ovviare però ai problemi statici, sotto lo zoccolo sollevato del cavallo un cagnolino in piedi sulle zampe posteriori faceva da decorazione e punto di scarico per il peso. Una soluzione analoga venne ripresa nel 1446 da Donatello per il Monumento equestre al Gattamelata a Padova, prima statua equestre del Rinascimento.
Nel 1527, durante il Sacco di Pavia, la statua venne trafugata da un soldato di Ravenna, un certo Cosimo Magni, che la fece caricare su una barca con l'intenzione di inviarla nella propria città; ma la nave fu fermata a Cremona per ordine di Francesco II Sforza, e la statua, dopo essere rimasta a Cremona per cinque anni, venne infine riportata a Pavia.
Venne distrutta nel 1796 dai giacobini pavesi (contro il volere degli occupanti francesi, che intendevano trasportarla in Francia), desiderosi di sbarazzarsi di ogni simbolo della monarchia presente in città. L'abbattimento della statua, osteggiato dalla maggior parte dei cittadini, fu uno degli episodi che innescarono la rivoltà antifrancese di Pavia.
Nel 1809 l'amministrazione della città vendette i pezzi superstiti dell'opera, fino ad allora conservati in un magazzino, per finanziare alcune opere pubbliche.
Verso la metà degli anni trenta del Novecento si decise di affidare allo scultore Francesco Messina l'esecuzione di una copia del Regisole strettamente basata sulle riproduzioni antiche. Il nuovo Regisole, una statua bronzea alta 6 metri posta su una base di travertino, fu così ricollocato davanti al Duomo e solennemente inaugurato l'8 dicembre 1937.